# Население Гродненской области
Численность населения Гродненской области составляет 1 017 976 человек (на 1 января 2021 года). По численности населения область занимает предпоследнее место в Республике Беларусь, ниже только население у Могилёвской области — 1 014 843 человека. В области расположены два крупных города: Гродно (357,5 тыс. в 2021 году; 4-е место по численности населения в Республике Беларусь), и Лида (103,4 тыс.).

## Динамика
| год       | 1941   | 1950   | 1955   | 1960   | 1965   | 1970   | 1975   | 1980   | 1985   | 1990   |
| --------- | ------ | ------ | ------ | ------ | ------ | ------ | ------ | ------ | ------ | ------ |
| население | 1273,3 | 1125,7 | 1102,8 | 1079,9 | 1095,7 | 1118,4 | 1133,3 | 1129,2 | 1154   | 1172,3 |
| год       | 1995   | 1996   | 1997   | 1998   | 1999   | 2000   | 2001   | 2002   | 2003   | 2004   |
| население | 1208,7 | 1204,1 | 1198,9 | 1192,5 | 1185,2 | 1178,3 | 1170,1 | 1160,2 | 1147,9 | 1135,4 |
| год       | 2005   | 2006   | 2007   | 2008   | 2009   | 2010   | 2011   | 2012   | 2013   | 2014   |
| население | 1122,1 | 1108   | 1096,2 | 1086   | 1076,7 | 1071,3 | 1065,9 | 1061,2 | 1058,4 | 1054,9 |
| год       | 2015   | 2016   | 2017   | 2018   | 2019   | 2020   | 2021   |        |        |        |
| население | 1052,6 | 1050,1 | 1047,4 | 1043,7 | 1039,3 | 1025,8 | 1018   |        |        |        |

## Городское и сельское население
На 1 января 2021 года доля городского населения в области — 75,9%, сельского — 24,1%.
| год                 | 1941  | 1950  | 1955  | 1960  | 1965  | 1970  | 1975  | 1980  | 1985  | 1990  |
| ------------------- | ----- | ----- | ----- | ----- | ----- | ----- | ----- | ----- | ----- | ----- |
| городское население | 17,1% | 14,4% | 17,7% | 24,6% | 28,8% | 32,7% | 37,7% | 44,9% | 51,4% | 58,1% |
| год                 | 1995  | 1996  | 1997  | 1998  | 1999  | 2000  | 2001  | 2002  | 2003  | 2004  |
| городское население | 60,9% | 61,2% | 61,5% | 61,9% | 62,5% | 62,9% | 63,4% | 63,9% | 64,4% | 64,9% |
| год                 | 2005  | 2006  | 2007  | 2008  | 2009  | 2010  | 2011  | 2012  | 2013  | 2014  |
| городское население | 65,3% | 65,9% | 66,5% | 67%   | 68,3% | 69,3% | 70,3% | 71,3% | 72,1% | 72,8% |
| год                 | 2015  | 2016  | 2017  | 2018  | 2019  | 2020  | 2021  |       |       |       |
| городское население | 73,6% | 74,3% | 74,9% | 75,4% | н/д   | 75,3% | 75,9% |       |       |       |

## Рождаемость и смертность
В 2017 году в области родилось 11 645 и умерло 14 498 человек (в том числе 50 в возрасте до 1 года). В пересчёте на 1000 человек рождаемость составила 11,1, смертность — 13,9 (средние показатели по Республике Беларусь — 10,8 и 12,6 соответственно). Самая высокая рождаемость наблюдалась в Островецком районе (12,7) и Гродно (12), самая низкая — в Дятловском (8,7) и Щучинском районах (9). Самая высокая смертность была зарегистрирована в Зельвенском (25,7) и Кореличском районах (24,5), самая низкая — в Гродно (8,2).
| Коэффициенты рождаемости по области и БССР/Республике Беларусь:                                                                |
| График не отображается по техническим причинам. Чтобы исправить это, воспроизведите график в новом формате, если это возможно. |

| Коэффициенты смертности по области:                                                                                            |
| График не отображается по техническим причинам. Чтобы исправить это, воспроизведите график в новом формате, если это возможно. |

## Национальный состав
По данным переписи 2019 года, белорусы составляли 68,29 % населения Гродненской области, поляки — 21,73 %, русские — 6,38 %, украинцы — 1,05 %.
| Народ         | Перепись 1959 | Перепись 1970 | Перепись 1979 | Перепись 1989 | Перепись 1999 | Перепись 2009 | Перепись 2019 |
| ------------- | ------------- | ------------- | ------------- | ------------- | ------------- | ------------- | ------------- |
| Белорусы      | 646 718       | 729 381       | 698 420       | 702 208       | 738 216       | 715 249       | 701 190       |
| Поляки        | 332 430       | 276 507       | 299 250       | 300 836       | 294 090       | 230 810       | 223 119       |
| Русские       | 72 250        | 86 145        | 99 597        | 124 250       | 119 200       | 87 451        | 65 550        |
| Украинцы      | 12 004        | 16 230        | 18 677        | 23 401        | 21 166        | 14 983        | 10 676        |
| Литовцы       | …             | 4 224         | 3 427         | 3 087         | 2 964         | 2 153         | 2 174         |
| Татары        | 2 075         | 2 086         | 2 177         | 2 462         | 2 161         | 1 710         | 1 385         |
| Армяне        | …             | 193           | 191           | 461           | 1 049         | 905           | 1 088         |
| Азербайджанцы | …             | 142           | 194           | 526           | 581           | 678           | 722           |
| Евреи         | 3 744         | 3 199         | 2 653         | 2 208         | 938           | 537           | 905           |
| Цыгане        | …             | 226           | 330           | 376           | 452           | 372           | 512           |
| Немцы         | …             | 171           | 276           | 435           | 669           | 329           | 517           |
| Молдаване     | …             | 151           | 274           | 471           | 415           | 319           | 245           |
| Грузины       | …             | 169           | 167           | 224           | 285           | 264           | 220           |
| Всего         | 1 076 789     | 1 120 395     | 1 127 465     | 1 163 608     | 1 185 178     | 1 072 381     | 1 026 816     |

Расселение этнических групп в Гродненской области по переписи 2009 года:

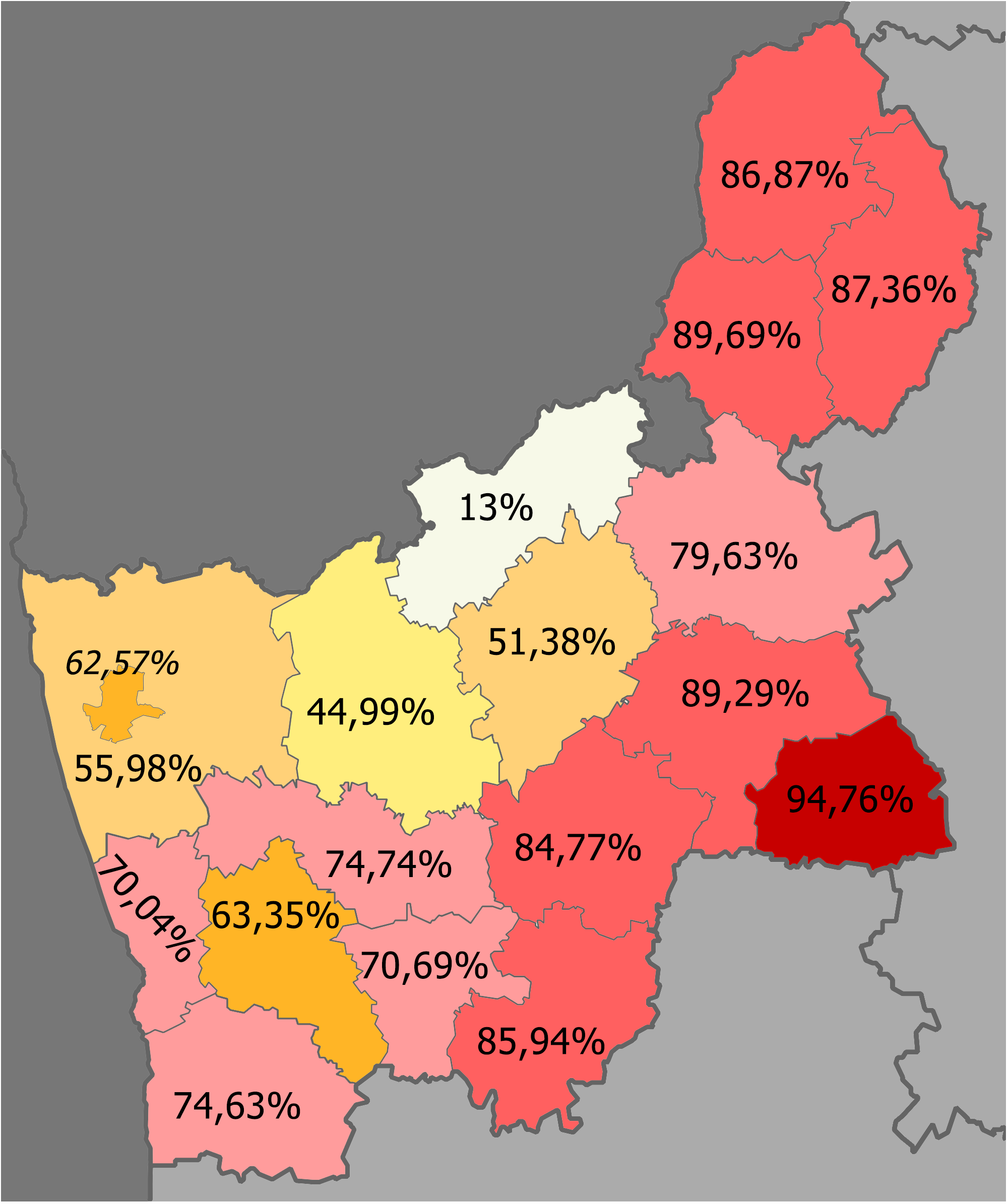
Доля белорусов по районам >90% 80–90% 70–80% 60–70% 50–60% 40–50% <40%
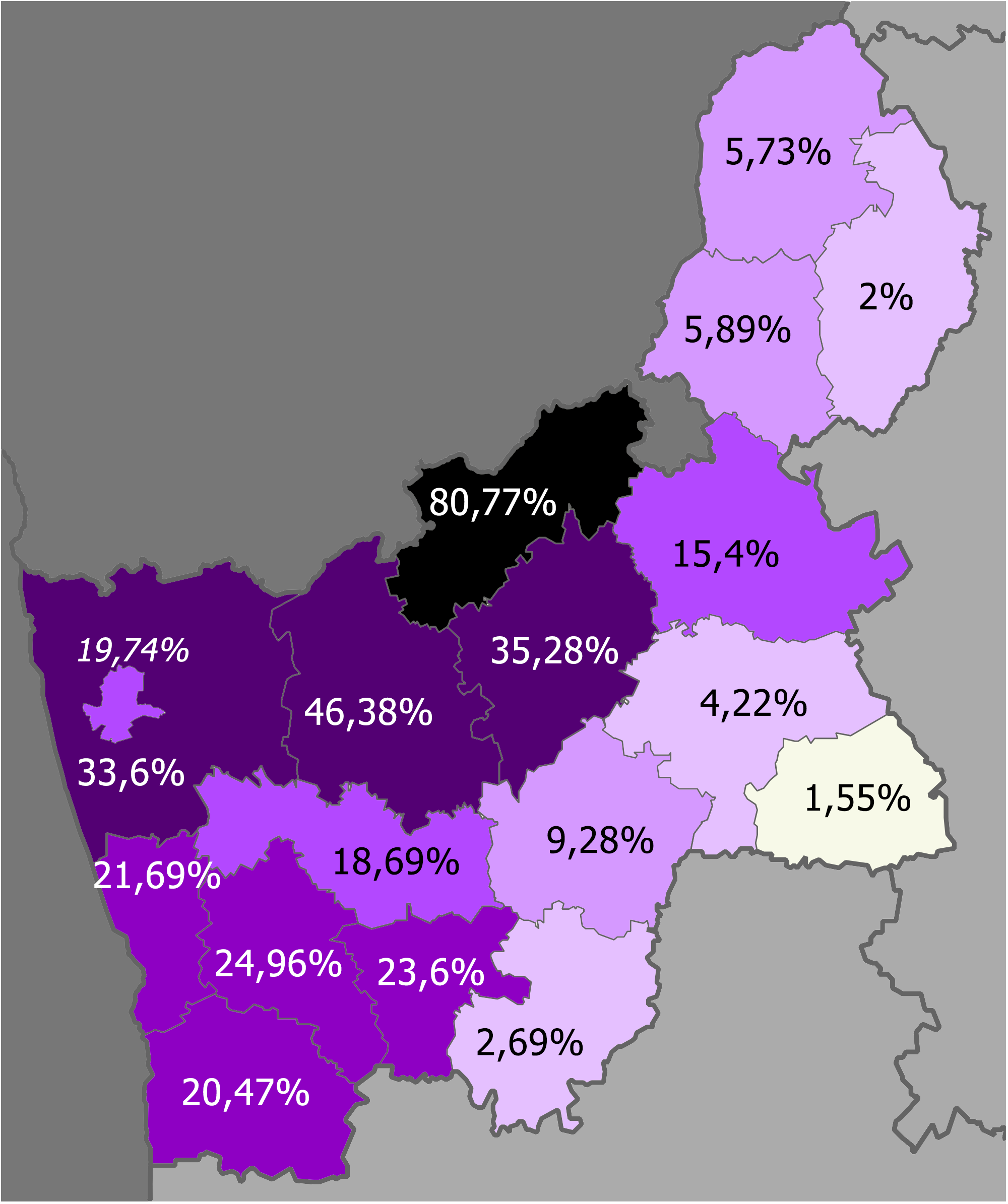
Доля поляков по районам >50% 30–50% 20–30% 10–20% 5–10% 2–5% <2%
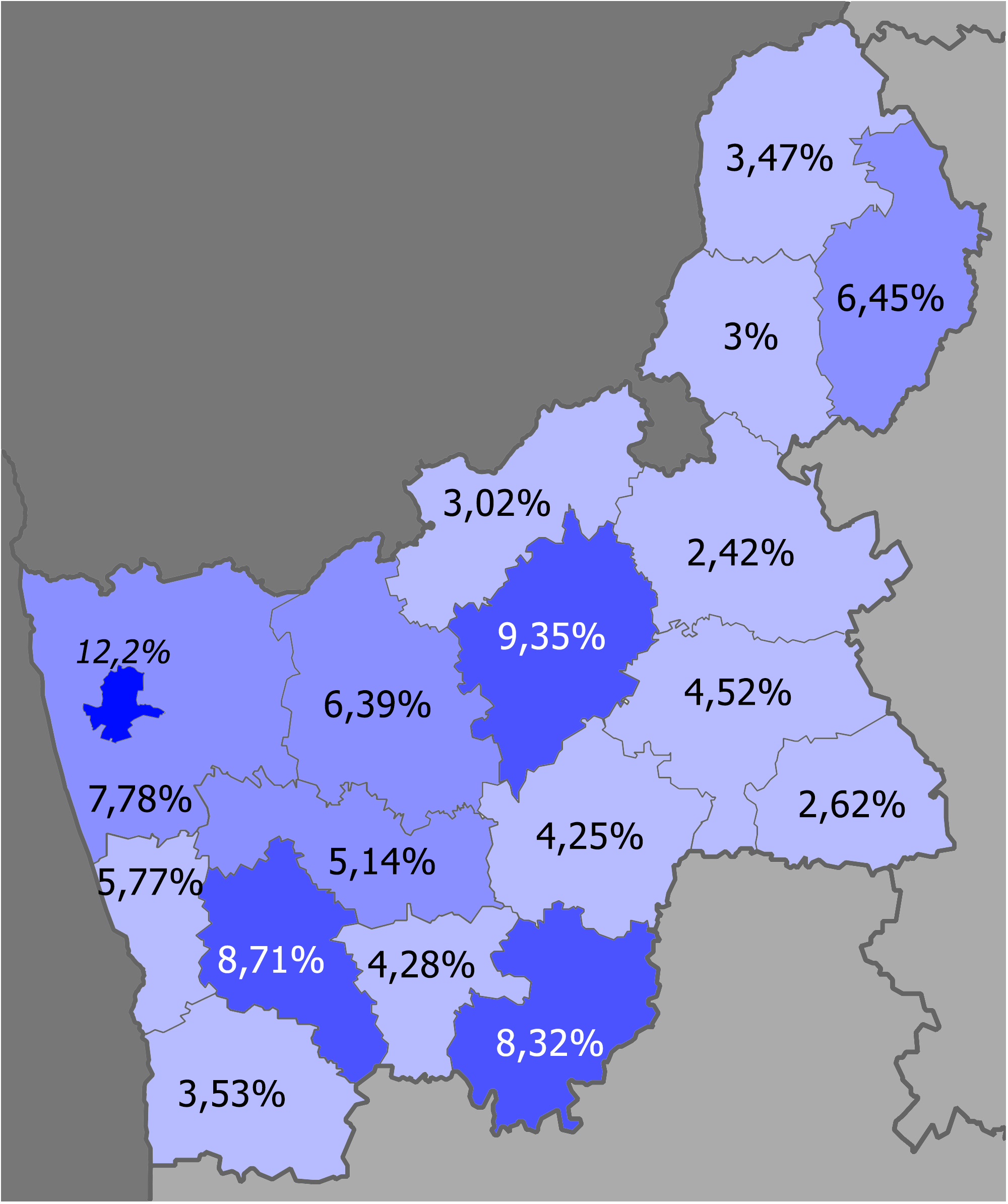
Доля русских по районам >10% 8–10% 5–8% <5%

## Языковой состав

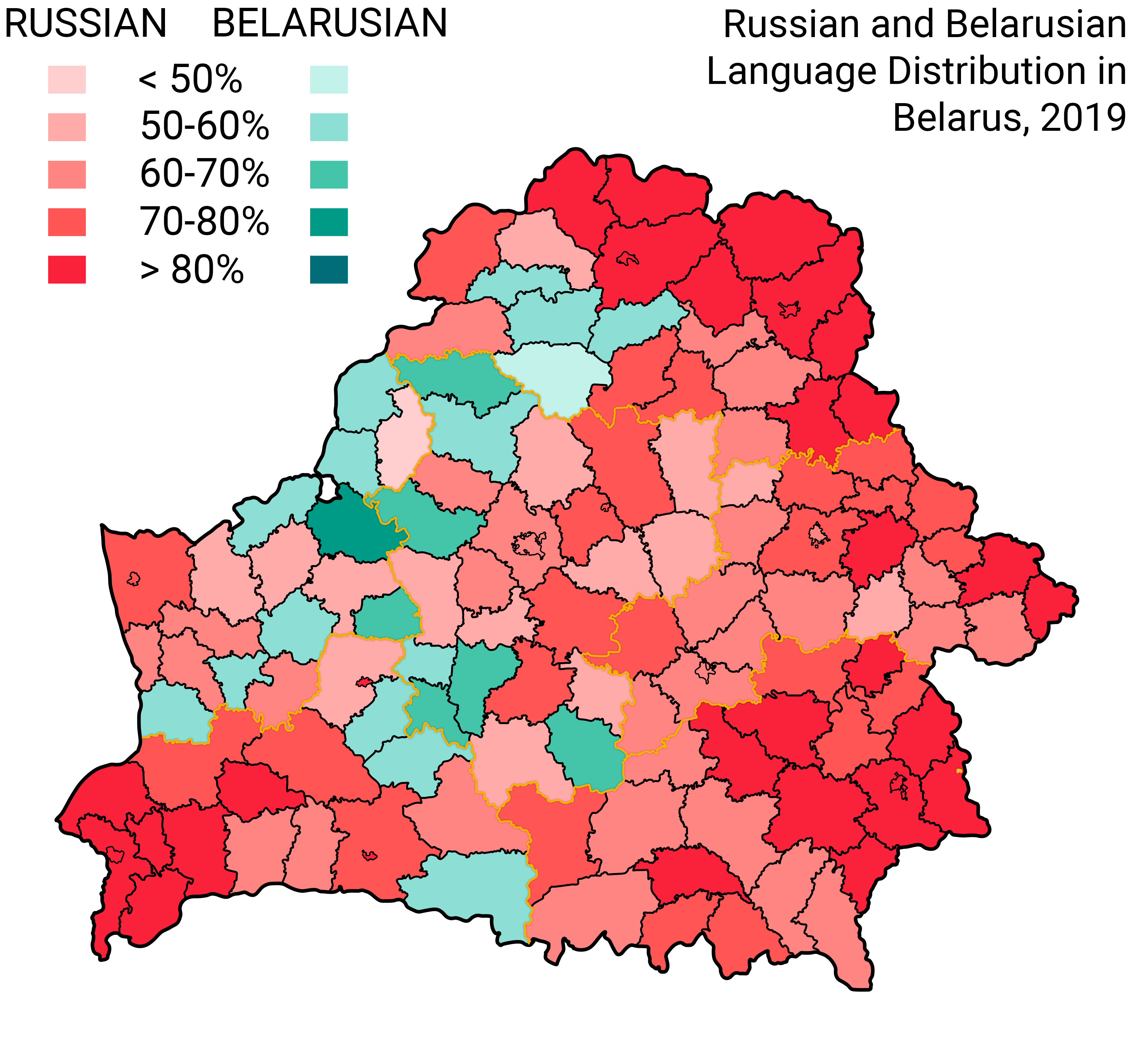
Языки домашнего общения в Беларуси по данным переписи 2019 года. Из 17 районов Гродненской области преимущественно белорусскоязычными являлись 8, тогда как преимущественно русскоязычными — 9. Русский язык также преобладал в городе Гродно.

Родной язык населения Гродненской области по данным переписей населения:
| Родной язык | 1999    | 1999    | 2009     | 2009     | 2019     | 2019     |
| Родной язык | человек | доля    | человек  | доля     | человек  | доля     |
| ----------- | ------- | ------- | -------- | -------- | -------- | -------- |
| Белорусский | 860 624 | 72,62 % | 634 735▼ | 59,19 %▼ | 559 931▼ | 54,53 %▼ |
| Русский     | 255 313 | 21,54 % | 386 941▲ | 36,08 %▲ | 427 764▲ | 41,66 %▲ |

Польский язык является третьим по распространённости родным языком в регионе: по данным переписи 1999 года его таковым назвали 55 129 поляков или 4,65 % тогдашнего населения области. По данным переписи 2009 года его родным назвали 12 425 человек или 1,16 % населения Гродненской области, по данным переписи 2019 года — 15 237 человек или 1,48 % населения Гродненской области. Украинский язык является четвёртым по распространённости родным языком в регионе: по данным переписи 1999 года его таковым назвали 7 223 украинца или 0,61 % тогдашнего населения области. По данным переписи 2009 года его родным назвали 3 743 человека или 0,35 % населения Гродненской области, по данным переписи 2019 года — 3 375 человек или 0,33 % населения Гродненской области.
Между переписями 2009 и 2019 года доля сельского населения Гродненской области, считающего белорусский язык родным, сократилась на 9,0 % (с 84,2 % до 75,2 %), считающих таковым русский — возросла на 9,7 % (с 11,6 % до 21,3 %). Доля городского населения Гродненской области, считающего белорусский язык родным, сократилась на 0,2 % (с 47,9 % до 47,7 %), считающих таковым русский — возросла на 1,3 % (с 47,1 % до 48,4 %).
Язык домашнего общения населения Гродненской области по данным переписей населения:
| Язык домашнего общения | 1999    | 1999    | 2009     | 2009     | 2019     | 2019     |
| Язык домашнего общения | человек | доля    | человек  | доля     | человек  | доля     |
| ---------------------- | ------- | ------- | -------- | -------- | -------- | -------- |
| Белорусский            | 635 673 | 53,64 % | 375 919▼ | 35,05 %▼ | 389 116▲ | 37,90 %▲ |
| Русский                | 529 414 | 44,67 % | 606 065▲ | 56,52 %▲ | 616 705▲ | 60,06 %▲ |

Польский язык является третьим по распространённости языком домашнего общения в регионе: по данным переписи 2019 года его таковым назвали 2 831 человек или 0,28 % населения Гродненской области.
Между переписями 2009 и 2019 года доля сельского населения Гродненской области, указавшего белорусский языком домашнего общения, сократилась на 7,8 % (с 71,4 % до 63,6 %), указавших таковым русский — возросла на 17,0 % (с 17,7 % до 34,7 %). Доля городского населения Гродненской области, указавшего белорусский языком домашнего общения, возросла на 10,7 % (с 18,7 % до 29,4 %), указавших таковым русский — сократилась на 5,4 % (с 73,9 % до 68,5 %).
Согласно официальным данным, 65,2 % имеющих право голоса жителей Гродненской области приняли участие в голосовании на референдуме 1995 года, из них 75,4 % поддержали придание русскому языку равного с белорусским статуса государственного языка.
Из-за проведения властями Беларуси политики русификации системы образования, в Гродненской области, как и в стране в целом, наблюдается сокращение доли учеников, получающих общее среднее образование на белорусском языке. Динамика соотношения языков преподавания в дневных учреждениях общего среднего образования в Гродненской области по данным Национального статистического комитета Республики Беларусь:
| Язык преподавания      | Учебный год | Учебный год | Учебный год | Учебный год | Учебный год | Учебный год | Учебный год | Учебный год | Учебный год |
| Язык преподавания      | 2010/11     | 2011/12     | 2012/13     | 2017/18     | 2018/19     | 2020/21     | 2021/22     | 2022/23     | 2023/24     |
| ---------------------- | ----------- | ----------- | ----------- | ----------- | ----------- | ----------- | ----------- | ----------- | ----------- |
| Белорусский            | 21,8 %      | 20,8 %      | 19,6 %      | 13,4 %      | 12,5 %      | 10,94 %     | 10,07 %     | 9,51 %      | 9,01 %      |
| Русский                | 77,7 %      | 78,5 %      | 79,7 %      | 85,7 %      | 86,6 %      | 88,13 %     | 89,03 %     | 90,49 %     | 90,99 %     |
| Литовский или польский | 0,5 %       | 0,7 %       | 0,7 %       | 0,9 %       | 0,9 %       | 0,93 %      | 0,90 %      | —           | —           |

До 2022 года в Гродненской области существовали две школы с преподаванием на литовском языке — одна в Пелесе, сегодня закрытая, и вторая в Рымдюнах, ныне белорусскоязычная. Польские школы в Гродно и Волковыске были русифицированы. 25 июля 2023 года на сайте Президента были опубликованы изменения в Закон «О языках в Республике Беларусь»: в обновлённом законе убирается пункт о праве обучаться в школе на языках национальных меньшинств. Таким образом, в школах области и страны в целом разрешено преподавание только на белорусском и (или) русском.
По данным Национального статистического комитета Республики Беларусь в 2024/25 году из 119 850 учащихся в дневных учреждениях общего среднего образования в Гродненской области 10 341 (8,63 %) обучались на белорусском языке, в то время как 109 509 (91,37 %) — на русском.

## Женщины и мужчины
На 1 января 2018 года в области проживало 556,6 тыс. женщин (53,3%) и 487,1 тыс. мужчин (46,7%). На 1000 мужчин приходилось 1143 женщины. Доля женщин в общей численности населения незначительно ниже, чем в среднем по Республике Беларусь (53,4%, или 1147 женщин на 1000 мужчин). В городах процент женщин (53,7%, или 1161 к 1000) немного выше, чем в сельской местности (52,1%, или 1090 к 1000).

## Продолжительность жизни
Ожидаемая продолжительность жизни в области в 2018 году составила 74 года (68,6 лет у мужчин, 79,2 у женщин; 75,5 лет среди городского населения, 69,7 среди сельского). По этому показателю область уступает Минску и Брестской области.

## Население по основным возрастным группам
На 1 января 2018 года в области проживало 190 797 человек в возрасте моложе трудоспособного (18,3%, среднее значение по стране — 17,7%), 587 826 человек в трудоспособном возрасте (56,3%, среднее по стране — 57,2%), 265 058 человек в возрасте старше трудоспособного (25,4%, среднее по стране — 25,1%).
| Численность населения по полу и возрасту (на 1 января 2018 года):                                                              |
| График не отображается по техническим причинам. Чтобы исправить это, воспроизведите график в новом формате, если это возможно. |

## Браки и разводы
В 2017 году в области было заключено 6921 брак и 3224 развода. В пересчёте на 1000 человек число браков в области составило 6,6, разводов — 3,1 (средние показатели по республике — 7 и 3,4 соответственно).

## Миграции
По данным Национального статистического комитета Республики Беларусь, в 2017 году в области изменили район проживания 29 590 человек (28 102 внутри страны, международная миграция составила 1282 человека). Миграционная убыль составила -960 человек (-114 — международная, -846 — межобластная). Чаще всего из области переезжали в Минск (5452 человека в 2017 году), а также Брестскую и Минскую области (2051 и 1872 человека); в остальные области переехало от 290 до 438 человек. Больше всего людей прибыло также из Минска (4566 человек в 2017 году), а также Брестской и Минской области (2118 и 1437 человек); из остальных областей приехало от 428 до 602 человек.